# Axa (Roma)
L'Axa è un quartiere-consorzio di Roma, contenuto nel Municipio Roma X (ex Municipio Roma XIII) e adiacente ad Acilia, Madonnetta, Casal Palocco e Infernetto. 
Si tratta di un quartiere moderno, residenziale e tranquillo, ricco di aree verdi.
Il quartiere è anche famoso poiché vi risiedono numerosi personaggi famosi italiani e giocatori della Roma.

## Origini del nome
ACSA: dapprima Agricola Costruzioni Società per Azioni e successivamente trasformata in Associazione Consortile Società per Azioni, in seguito denominata AXA, con sede sociale in via di Macchia Saponara.

## Territorio
Si trova nella borgata di Acilia, territorio compreso tra la via di Acilia, via Cristoforo Colombo, via Tespi, via di Macchia Saponara e via Tirteo. 
Il quartiere è letteralmente diviso in due dalla via dei Pescatori (antica via di comunicazione, usata da Benito Mussolini, che collegava Acilia e il Borghetto dei Pescatori ad Ostia, dov'era la sua darsena personale), che separa l'AXA vecchia (da via Tespi a via dei Pescatori, nata negli anni sessanta, con la sua fondazione) dall'AXA nuova  (da via dei Pescatori a via Cristoforo Colombo, nata nei primi anni ottanta).

## Storia
Nato tra la fine degli anni '60 e l'inizio degli anni '70, si propone subito come un quartiere residenziale a carattere consortile con case destinate alla medio-alta borghesia. Più volte è stato paragonato e denominato come la "Beverly Hills" italiana. 
Nel suo interno possiamo trovare un centro sportivo e vari centri commerciali.

## Monumenti e luoghi d'interesse

### Architetture religiose
- Chiesa di Santa Melania juniore, su via Eschilo. Chiesa del XX secolo (1984-86).

### Altro
- Fontana degli Acilii, su piazza Fonte degli Acilii. 41.755696°N 12.368663°E

- Piazza Eschilo con relativa fontana.